# Sofie Juul Blinkenberg
Sofie Juul Blinkenberg (født 7. september 1997 i København) er en dansk skuespiller.

## Filmografi

### Film
| År   | Titel              | Rolle | Noter |
| ---- | ------------------ | ----- | ----- |
| 2019 | Ninna              | Maria |       |
| 2020 | Lille sommerfugl   | Lærke |       |
| 2022 | Ingen kender dagen | Maja  |       |

### TV-serier
| År   | Titel    | Rolle | Noter     |
| ---- | -------- | ----- | --------- |
| 2022 | Kamikaze | Aya   | Episode 5 |